# Egüés
Egüés település Spanyolországban, Navarra autonóm közösségben. Egüés Pamplona, Burlada, Huarte/Uharte, Esteribar, Lizoain-Arriasgoiti - Lizoainibar-Arriasgoiti és Aranguren községekkel határos. Lakosainak száma 22 443 fő (2024).

## Népesség
A település népessége az elmúlt években az alábbi módon változott:
| Lakosok száma | 2773 | 4472 | 7079 | 10 787 | 17 450 | 19 014 | 20 417 | 21 128 | 21 795 | 22 443 |
|               | 2001 | 2004 | 2007 | 2009   | 2012   | 2014   | 2017   | 2019   | 2022   | 2024   |